# Halle Challenger
L'Halle Challenger è stato un torneo professionistico di tennis giocato su campi in terra rossa. Faceva parte dell'ATP Challenger Series. L'unica edizione si è disputata a Halle in Germania.

## Albo d'oro

### Singolare
| Anno | Campione            | Finalista      | Punteggio     |
| ---- | ------------------- | -------------- | ------------- |
| 1992 | Marc-Kevin Goellner | Thomas Enqvist | 6–3, 2–6, 7–6 |

### Doppio
| Anno | Campioni                       | Finalisti                   | Punteggio     |
| ---- | ------------------------------ | --------------------------- | ------------- |
| 1992 | Karsten Braasch Lars Koslowski | Kelly Evernden Brett Steven | 4–6, 7–6, 6–0 |